# Adlai E. Stevenson I
Adlai Ewing Stevenson I (23 de octubre de 1835-14 de junio de 1914) fue un político estadounidense Congresista por Illinois. Fue asistente del director general de Correos de los Estados Unidos en la primera administración de Grover Cleveland y 23.er vicepresidente de Estados Unidos durante la segunda administración de Cleveland.